# Joe Henderson
Joe Henderson (Lima, 24 aprile 1937 – San Francisco, 30 giugno 2001) è stato un sassofonista jazz statunitense.
In periodi diversi si è imposto come una delle voci più originali del sassofono tenore: dal debutto come leader nel 1963 su etichetta Blue Note, in una session capitanata da Andrew Hill (Black Fire, Point of Departure), Kenny Dorham (Trompeta Toccata, Una Mas), McCoy Tyner (The Real McCoy), Bobby Hutcherson (The Kicker), Horace Silver (Song for my Father), Lee Morgan (The Sidewinder), Grant Green (Idle Moments, Solid), il personale Mode for Joe, sempre con Lee Morgan, Herbie Hancock (The Prisoner), fino alle incisioni fusion - discutibili, a detta di alcuni, notevoli, secondo altri -   degli anni settanta, e soprattutto al ritorno in grande stile negli anni ottanta (The State of Tenor, Vol. 1 & 2) e novanta (i fondamentali So Near So Far, Lush Life, Big Band e The Standard Joe).
Nel 1997 registra l'album Porgy & Bess con John Scofield, Tommy Flanagan, Dave Holland e Jack DeJohnette che vede la partecipazione anche di Sting e Chaka Khan.
Muore nel 2001 per arresto cardiaco, all'età di 64 anni.
In ognuna delle sue fasi artistiche Henderson cambiò sonorità e fraseggio: quel che aveva da dire, tuttavia, risultò sempre estremamente interessante.